# Kagal
Kagal là một thành phố và là nơi đặt hội đồng đô thị (municipal council) của quận Kolhapur thuộc bang Maharashtra, Ấn Độ.

## Địa lý
Kagal có vị trí 16°35′B 74°19′Đ / 16,58°B 74,32°Đ Nó có độ cao trung bình là 553 mét (1814 feet).

## Nhân khẩu
Theo điều tra dân số năm 2001 của Ấn Độ, Kagal có dân số 23.775 người. Phái nam chiếm 51% tổng số dân và phái nữ chiếm 49%. Kagal có tỷ lệ 71% biết đọc biết viết, cao hơn tỷ lệ trung bình toàn quốc là 59,5%: tỷ lệ cho phái nam là 78%, và tỷ lệ cho phái nữ là 64%. Tại Kagal, 12% dân số nhỏ hơn 6 tuổi.